# Europa Cup (mannenhandbal) 1983/84
De European Champions Cup 1983/84 was de vierentwintigste editie van de hoogste handbalcompetitie voor clubs in Europa.

## Deelnemers
| Eerste ronde               | Eerste ronde    | Eerste ronde              | Eerste ronde     |
| -------------------------- | --------------- | ------------------------- | ---------------- |
| Sporting Neerpelt          | CSKA Sofia      | AGF Aarhus Håndbold       | THW Kiel         |
| BK-46 Karis                | US Ivry         | Ionikós de Néa Filadélfia | HC East Kilbrade |
| Vikingur Reykjavik         | Hapoël Rehovot  | Cividin Trieste           | HB Eschois Fola  |
| Vlug en Lenig              | Kolbotn IL      | ATSE Waagner Biro Graz    | Benfica          |
| İstanbul Bankası Yenişehir | TV Zofingen     |                           |                  |
| Tweede ronde               |                 |                           |                  |
| VfL Gummersbach            | Budapest Honvéd | Metaloplastika Šabac      | KS Anilana Łódź  |
| Atlético Madrid            | Dukla Praag     | IK Heim                   |                  |

## Voorronde

### Eerste ronde
| Team 1                     | Score     | Team 2                 | 1       | 2       |
| -------------------------- | --------- | ---------------------- | ------- | ------- |
| THW Kiel                   | 87 – 14   | HC East Kilbrade       | 43 – 06 | 44 – 06 |
| AGF Aarhus Håndbold        | 54 – 57   | BK-46 Karis            | 29 – 31 | 25 – 26 |
| Benfica                    | 45 – 54   | ATSE Waagner Biro Graz | 20 – 29 | 25 – 25 |
| İstanbul Bankası Yenişehir | Vervallen | CSKA Sofia             | -       | -       |
| Kolbotn IL                 | 39 – 39   | Vikingur Reykjavik     | 20 – 18 | 19 – 21 |
| US Ivry                    | 35 – 40   | Sporting Neerpelt      | 19 – 23 | 16 – 17 |
| Ionikós de Néa Filadélfia  | 38 – 43   | Hapoël Rehovot         | 21 – 22 | 17 – 21 |
| Cividin Trieste            | 40 – 48   | TV Zofingen            | 20 – 22 | 20 – 26 |
| HB Eschois Fola            | 21 – 44   | Vlug en Lenig          | 09 – 24 | 12 – 20 |

### Tweede ronde
| Team 1                 | Score     | Team 2               | 1       | 2       |
| ---------------------- | --------- | -------------------- | ------- | ------- |
| IK Heim                | Vervallen | Metaloplastika Šabac | -       | -       |
| BK-46 Karis            | 48 – 60   | THW Kiel             | 24 – 31 | 24 – 29 |
| ATSE Waagner Biro Graz | 43 – 57   | Budapest Honvéd      | 23 – 27 | 20 – 30 |
| CSKA Sofia             | 44 – 53   | KS Anilana Łódź      | 19 – 24 | 21 – 23 |
| Sporting Neerpelt      | 31 – 37   | Kolbotn IL           | 20 – 15 | 11 – 22 |
| Atlético Madrid        | 29 – 35   | VfL Gummersbach      | 11 – 16 | 18 – 19 |
| Hapoël Rehovot         | 43 – 45   | TV Zofingen          | 24 – 25 | 19 – 20 |
| Vlug en Lenig          | 38 – 56   | Dukla Praag          | 20 – 23 | 18 – 33 |

## Hoofdronde

### Kwartfinale
| Team 1          | Score   | Team 2               | 1       | 2       |
| --------------- | ------- | -------------------- | ------- | ------- |
| THW Kiel        | 43 – 48 | Metaloplastika Šabac | 20 – 20 | 23 – 26 |
| KS Anilana Łódź | 49 – 50 | Budapest Honvéd      | 28 – 22 | 21 – 28 |
| VfL Gummersbach | 43 – 32 | Kolbotn IL           | 24 – 14 | 19 – 18 |
| TV Zofingen     | 38 – 43 | Dukla Praag          | 23 – 25 | 15 – 18 |

### Halve finale
| Team 1               | Score   | Team 2          | 1       | 2       |
| -------------------- | ------- | --------------- | ------- | ------- |
| Metaloplastika Šabac | 54 – 41 | Budapest Honvéd | 30 – 21 | 24 – 20 |
| VfL Gummersbach      | 31 – 32 | Dukla Praag     | 14 – 14 | 17 – 18 |

### Finale
| Datum         | Team 1               | Score       | Team 2               | Locatie                  |
| ------------- | -------------------- | ----------- | -------------------- | ------------------------ |
| 24 april 1983 | Dukla Praag          | 21 – 17     | Metaloplastika Šabac | Praag, Tsjecho-Slowakije |
| 1 mei 1983    | Metaloplastika Šabac | 21 – 17     | Dukla Praag          | Šabac, Joegoslavië       |
| Totaal        |                      |             |                      |                          |
| Dukla Praag   | Dukla Praag          | 38 – 38     | Metaloplastika Šabac | Metaloplastika Šabac     |
| Dukla Praag   | Dukla Praag          | 7m's: 4 – 2 | Metaloplastika Šabac | Metaloplastika Šabac     |

|             |
|             |
| Dukla Praag |
| 3de titel   |